# Matthias Manasi
Matthias Manasi (* 26. prosince 1969 Západní Berlín) je německý dirigent a pianista. V letech 2017–2021 působil jako hudební ředitel a šéfdirigent Nickel City Opera v Buffalu (stát New York, USA).

## Původ a studium
Matthias Manasi se od tří let učil hrát na klavír a od osmi let na housle. V deseti letech debutoval jako koncertní klavírista. Studoval na Vysoké škole hudby a múzických umění ve Stuttgartu (Staatliche Hochschule für Musik und Darstellende Kunst Stuttgart) dirigování u Thomase Ungara a klavír u Andrzeje Ratusińského a na Vysoké škole hudby v Karlsruhe (Hochschule für Musik Karlsruhe - University of Music) klavír u Carmen Piazzini. Absolvoval master class kurzy, které vedli Karl Österreicher, Helmuth Rilling, Sylvain Cambreling, Kurt Masur a Jorma Panula. Během studií byl asistentem Heinze Holligera (SWR Symphonieorchester), Manfreda Honecka (Česká filharmonie / Internationale Bachakademie Stuttgart) a Miguela Angela Gomeze Martineze. V devatenácti letech začal pracovat jako korepetitor a asistent dirigenta ve Státní opeře ve Stuttgartu (Staatsoper Stuttgart). Ve svých 19 letech dirigoval Příběh vojáka Igora Stravinského v divadle Wilhelma-Theater ve Stuttgartu.

## Dirigentská dráha
Po studiích začal pracovat jako kapelník v Kielské opeře (Opernhaus Kiel) a v Oldenburgském státním divadle (Oldenburgisches Staatstheater), kde dirigoval široký operní a symfonický repertoár.
 V letech 2000 až 2013 působil jako šéfdirigent orchestru Camerata Italiana (od roku 2010 pak také jako umělecký ředitel). V roce 2012 dirigoval světovou premiéru oratoria Cosima Minicozziho Utrpení otce Pia da Pietrelcina s orchestrem Camerata Italiana. V letech 2010 až 2013 byl hudebním ředitelem Mezinárodního festivalu Punta Classic (International PuntaClassic Festival) s Filharmonickým orchestrem Montevideo v Montevideu. V letech 2013 až 2015 působil jako dirigent Vratislavské opery (Opera Wrocławska). V letech 2016 až 2017 působil jako dirigent ve Velkém divadle v Poznani (Teatr Wielki im. Stanisława Moniuszki w Poznaniu). V roce 2017 se Manasi stal hudebním ředitelem a šéfdirigentem Nickel City Opery v Buffalu (stát New York, USA) kde vystřídal dirigenta Michaela Chinga. Na začátku sezony 2021–2022 Manasi ukončil své působení ve funkci hudebního ředitele a šéfdirigenta Nickel City Opery.
Matthias Manasi hostoval mimo jiné v Polské národní opeře ve Varšavě, Lipské opeře, Deutsche Oper Berlin, Brémském divadle (Theater Bremen), Kasselském státním divadle (Staatstheater Kassel), Braunschweigském státním divadle, Stuttgartské státní opeře, Astanské opeře, Operním domě v Halle (Opernhaus Halle), Marseillské opeře, Klagenfurtském městském divadle (Stadttheater Klagenfurt) a Slezském divadle Opava.
Souběžně s operní kariérou dirigoval Manasi mimo jiné Mnichovský rozhlasový orchestr (Münchner Rundfunkorchester), Helsinskou filharmonii, Symfonický orchestr SWR, Římský symfonický orchestr, Symfonický orchestr Claudia Santora v Národním divadle v Brasílii, Symphoniker Hamburg, Dolnosaský zemský orchestr v Hannoveru (Niedersächsisches Staatsorchester Hannover), Symfonický orchestr provincie Bari a Vídeňský Mozartův orchestr (Wiener Mozart Orchester).
Kromě dirigentské práce pravidelně vystupuje jako koncertní klavírista s významnými orchestry. Dne 5. března 2016 zahájil s Liepajským symfonickým orchestrem (Liepaja Symphony Orchestra) jako dirigent i klavírista 24. mezinárodní festival hvězd v Liepāje v nové Velké jantarové koncertní síni (Great Amber). Jako dirigent a klavírista dále vystupoval v červnu 2019 se Symfonickým orchestrem do Rio Grande do Norte v Natalu a v únoru 2020 s Jihoarizonským symfonickým orchestrem (Southern Arizona Symphony Orchestra) v Tucsonu. V listopadu 2009 doprovázel mezzosopranistku Lauru Brioli na klavír Steinway Richarda Wagnera na koncertě ve vile Wahnfried v Bayreuthu.
Dne 8. prosince 2017 byl pozván, aby s Rumunským národním rozhlasovým orchestrem v Bukurešti dirigoval celosvětově přenášený vzpomínkový koncert na rumunského krále Michala I. Rumunského. Dirigoval filmové koncerty s hudbou z filmové série o Harrym Potterovi od skladatele Johna Williamse, které produkovala společnost Warner Bros. ve spolupráci se CineConcerts. V dubnu 2022 dirigoval v Almaty světovou premiéru Concertina pro housle a orchestr Artura Orenburgského s Kazašskou státní filharmonií a houslistkou Aidou Ajupovovou.
Matthias Manasi natočil celou řadu skladeb pro rozhlas a televizi a jako dirigent se podílí na komerčních nahrávkách různých vydavatelství. Dne 7. dubna 2023 vydalo vydavatelství Hänssler Classic CD s Mozartovými symfoniemi č. 34, 35 a 36 pod taktovkou Matthiase Manasiho ve spolupráci se Státním komorním orchestrem Žilina.
V lednu 2024 dirigoval Manasi Novoroční koncert 2024 se Selangorským symfonickým orchestrem v Kuala Lumpur.